# TBS赤坂ACT劇場

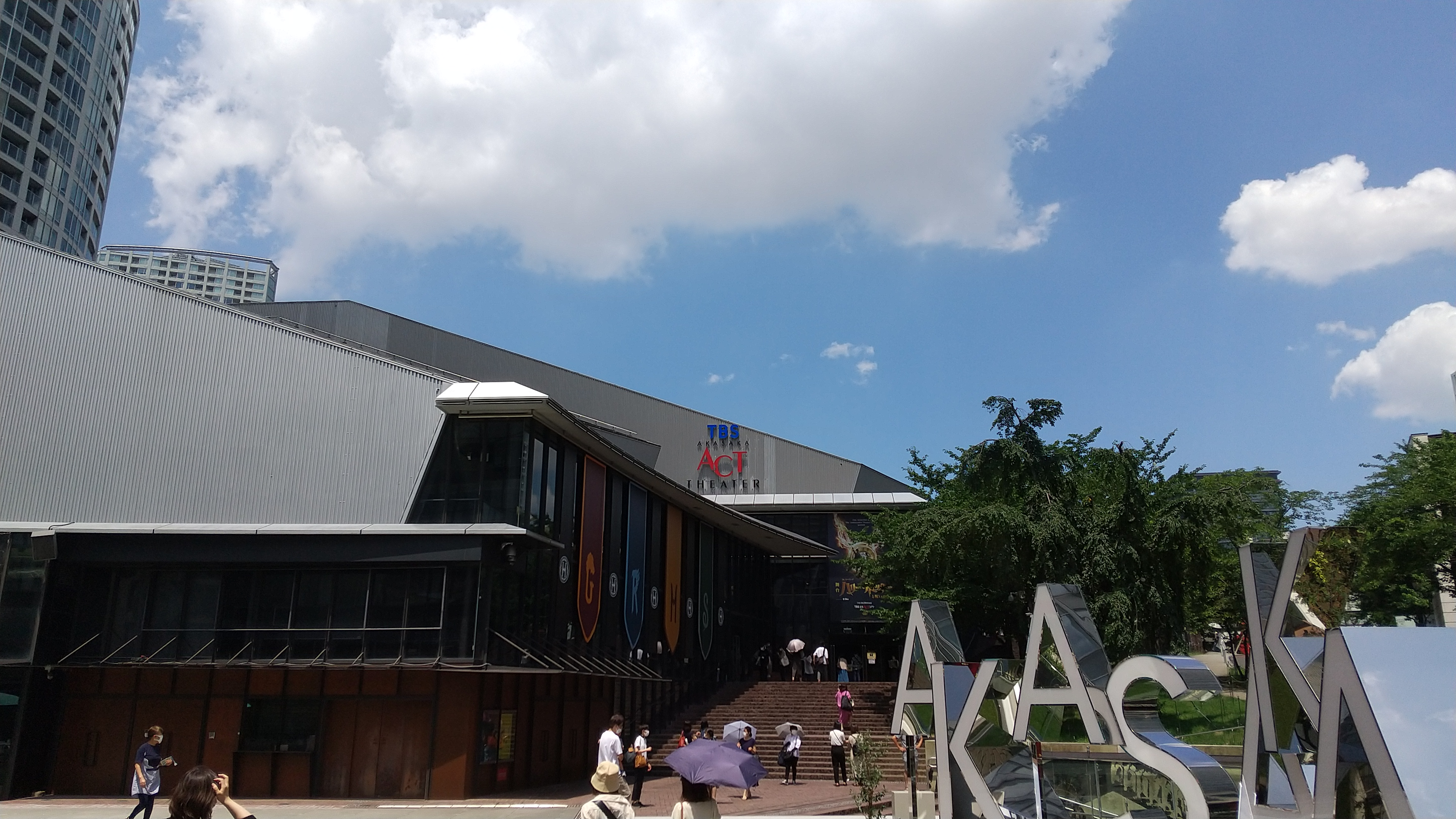

TBS赤坂ACT劇場（日语：TBS赤坂ACTシアター、ティービーエスあかさかあくとシアター）是位於日本東京都港區赤坂・赤坂Sacas內的劇場，座席數有1,324席。這座劇場開業於2008年。2009年，該劇場開始由TBS電視台運營。2021年至2022年，該劇場曾暫時關閉進行整修。自2022年6月起，它一直是舞台劇哈利波特：被詛咒的孩子的专用剧院。

## 外部連結
- 赤坂ACTシアター （页面存档备份，存于）